# Melecjusz (Lefter)

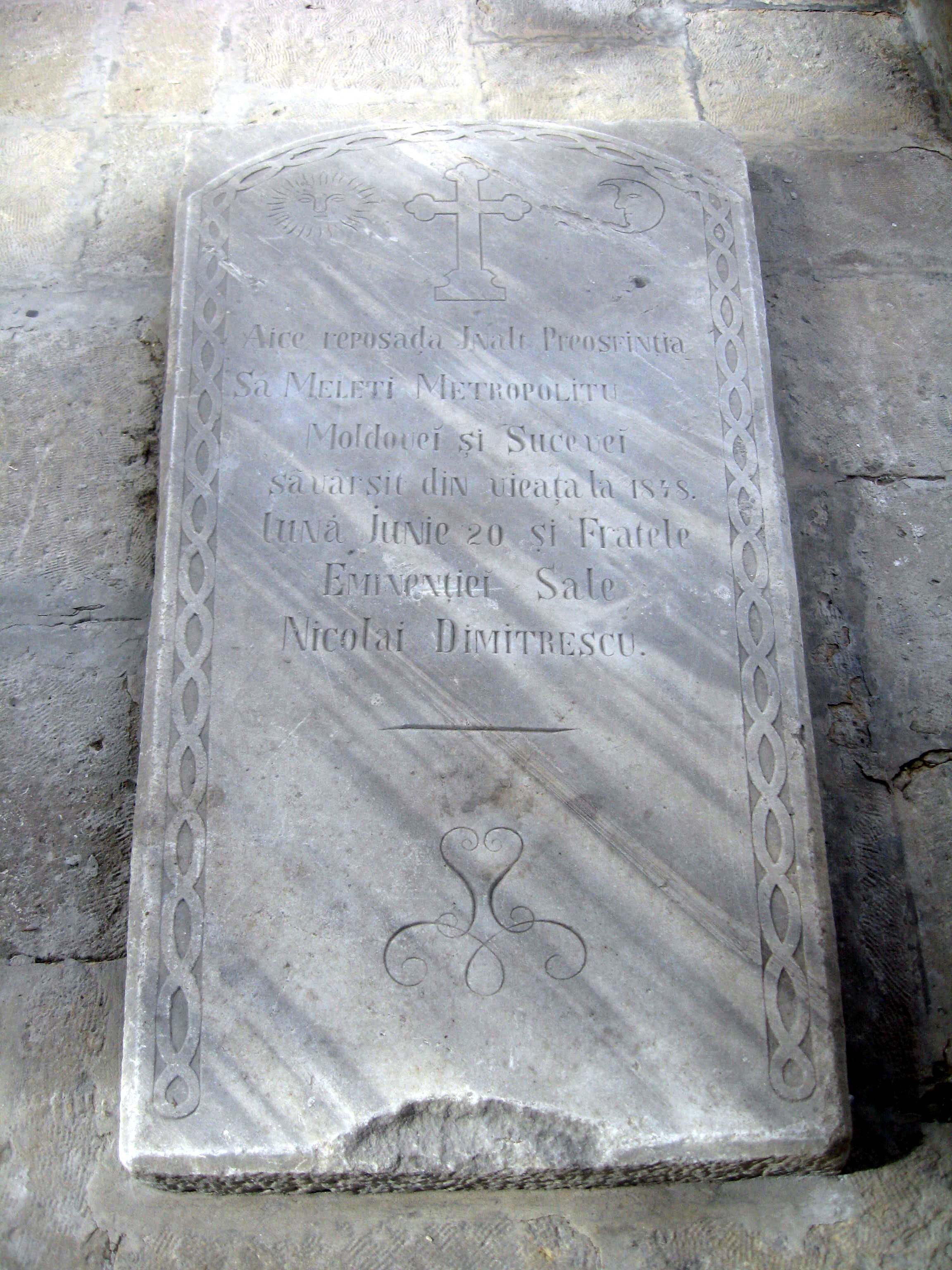
Grób metropolity Melecjusza

Melecjusz, nazwisko świeckie Lefter (ur. 1777 w Suczawie, zm. 19 czerwca 1848 w Jassach) – rumuński biskup prawosławny, w latach 1844–1848 metropolita Mołdawii.

## Życiorys
Pochodził z Suczawy. W 1795 złożył wieczyste śluby mnisze w jednym z monasterów w Jassach. W 1803 został wyświęcony na biskupa Huși. Na katedrze tej pozostawał przez dwadzieścia trzy lata, do 1826, gdy mianowano go ordynariuszem eparchii Romanu.
Dwa lata po wymuszonym odejściu Beniamina (Costachi) z urzędu metropolity Mołdawii został wybrany na jego następcę. Melecjusz zapłacił za wybór, ponadto jego kandydatura wydała się odpowiedniejsza hospodarowi Michałowi Sturdzy. Biskup Romanu był bowiem starszy od swojego kontrkandydata, biskupa Huși Sofroniusza. W okresie wyborów rosyjscy duchowni podróżowali po Mołdawii, starając się pozyskiwać poparcie duchowieństwa miejscowego dla idei przyłączenia eparchii w Mołdawii do Rosyjskiego Kościoła Prawosławnego. Koncepcja ta nigdy jednak nie zdobyła popularności. W okresie sprawowania urzędu przez Melecjusza Michał Sturdza i jego kuzyn Alecu, minister kultów religijnych, stale wtrącali się w wewnętrzne sprawy Kościoła prawosławnego.
W 1848 Melecjusz poparł wydarzenia Wiosny Ludów. Razem z innymi duchownymi podpisał memorandum wyrażające aprobatę dla rewolucji, jednak jego oddźwięk był niewielki. W tym samym roku metropolita zmarł podczas epidemii cholery. Został pochowany w sąsiedztwie katedralnego soboru św. Jerzego w Jassach.